# Aida Hadzialic
Aida Hadzialic (efternamnet skrivs Hadžialić på bosniska), född 21 januari 1987 i Foča i Bosnien-Hercegovina i Jugoslavien, är en svensk socialdemokratisk politiker som sedan 2022 är finansregionråd tillika regionstyrelsens ordförande i Region Stockholm. Hon var Sveriges gymnasie- och kunskapslyftsminister 3 oktober 2014 – 15 augusti 2016. Mellan 2019 och 2022 var hon oppositionsregionråd i Region Stockholm.

## Biografi

### Tidiga år och utbildning
År 1992, när Aida Hadzialic var fem år gammal, kom hon med sin bosniska familj till Sverige som flyktingar undan Bosnienkriget. Efter en tid på en flyktingförläggning i Värmland flyttade familjen till Halmstad. Hon gick ut International Baccalaureate-programmet vid Sannarpsgymnasiet i Halmstad 2006 och började därefter på Lunds universitets juristprogram där hon avlade examen 2010. Hon gick med i SSU som 16-åring. Hadzialic påbörjade även studier vid Handelshögskolan i Stockholms civilekonomprogram hösten 2014.
Förutom svenska talar Hadzialic engelska, bosniska, kroatiska och serbiska.

## Politisk karriär
Hadzialic fick 2006 en plats i Halmstads kommunfullmäktige samt tillträdde som styrelseledamot i fastighetsbolaget HFAB. 2010 blev hon vid 23 års ålder kommunråd i Halmstads kommun.
Hadzialic ställde upp i riksdagsvalet 2014 men missade platsen med liten marginal i personkryssningen. För att bli personvald krävdes att fem procent av partiets väljare i valkretsen kryssade henne, siffran hamnade på 4,87 procent. Efter valet meddelade hon att hon lämnade posten som kommunalråd. Kort därefter erbjöds hon en ministerpost i regeringen Löfven I.
Den 3 oktober 2014 utnämndes hon till statsråd i Utbildningsdepartementet med ansvar för gymnasie- och kunskapslyftsfrågor. Hadzialic var då 27 år och blev Sveriges yngsta statsråd genom tiderna.
Hadzialic besökte 2016 sitt gamla hemland som svenskt statsråd. Hon har aldrig återvänt till sin gamla hemstad Foča efter att en soldat tvingade iväg familjen från deras hem under kriget. Släkten Hadzialic finns inte längre kvar i staden.
Den 13 augusti 2016 meddelade Hadzialic att hon skulle lämna uppdraget som Sveriges gymnasie- och kunskapslyftsminister efter en poliskontroll på den svenska sidan av Öresundsbron med 0,2 promille alkohol i blodet efter att ha varit i Köpenhamn. På den danska sidan av Öresundsbron körde hon lagligt där gränsen ligger på 0,5 promille. Två dagar senare begärde hon att bli entledigad som statsråd. Hon uppgav att det var enda gången hon kört bil påverkad. Hadzialic erkände rattfylleri och godtog strafföreläggande med dagsböter.
Hadzialic valdes den 7 september 2019 till oppositionsregionråd och gruppledare för Socialdemokraterna i Region Stockholm samt tillträdde den 17 september. Efter valet 2022, där Socialdemokraterna gick fram med nära sju procentenheter, valdes hon den 18 oktober samma år till finansregionråd tillika regionstyrelsens ordförande.

## Affärslivskarriär
Hadzialic var 2017–2019 delägare och direktör i Nordic West Office. Hadzialic har också bland annat varit rådgivare för BMW Foundations.